# Embers and Ashes
Embers and Ashes — дебютный студийный альбом американской певицы и пианистки Ширли Хорн, выпущенный в 1960 году на лейбле Stere-O-Craft Records. 
В том же году альбом попал в руки трубача Майлза Дэвиса и он пригласил артистку выступить с ним в джаз-клубе Village Vanguard, поставив руководству клуба условие: либо он будет выступать с Хорн, либо не будет вовсе. После выступления Хорн заметили и предложили подписать контракт представители Mercury Records.

## Список композиций
| №  | Название                          | Автор(ы)                              | Длительность |
| -- | --------------------------------- | ------------------------------------- | ------------ |
| 1. | «Like Someone in Love»            | Джимми Ван Хьюзен, Джонни Берк        | 2:27         |
| 2. | «He Never Mentioned Love»         | Кёртис Реджинальд Льюис               | 3:59         |
| 3. | «Softly, as in a Morning Sunrise» | Зигмунд Ромберг, Оскар Хаммерстайн II | 3:21         |
| 4. | «I Thought About You»             | Джимми Ван Хьюзен, Джонни Мерсер      | 2:58         |
| 5. | «Mountain Greenery»               | Ричард Роджерс, Лоренц Харт           | 2:11         |
| 6. | «God Bless the Child»             | Артур Герцог мл., Билли Холидей       | 3:35         |

| №                   | Название                  | Автор(ы)                               | Длительность |
| ------------------- | ------------------------- | -------------------------------------- | ------------ |
| 1.                  | «Blue City»               | Кёртис Реджинальд Льюис                | 3:30         |
| 2.                  | «Day by Day»              | Аксель Стордаль, Пол Уэстон, Сэмми Кан | 2:30         |
| 3.                  | «If I Should Lose You»    | Лео Робин, Ральф Рейнджер              | 3:15         |
| 4.                  | «Wild Is the Wind»        | Дмитрий Тёмкин, Нед Вашингтон          | 3:37         |
| 5.                  | «Come Rain or Come Shine» | Гарольд Арлен, Джонни Мерсер           | 2:55         |
| 6.                  | «Just in Time»            | Джул Стайн, Бетти Комден, Адольф Грин  | 2:05         |
| Общая длительность: | Общая длительность:       | Общая длительность:                    | 52:54        |

## Участники записи
- Ширли Хорн — вокал, фортепиано
- Джо Бенджамин[англ.] — контрабас
- Херби Ловелл[англ.] — ударные